# Agarakawan
Agarakawan – wieś w Armenii, w prowincji Aragacotn. W 2011 roku liczyła 881 mieszkańców.